# Jürgen Tschan
Jürgen Tschan   (Mannheim, 17 de febrer de 1947) és un ciclista alemany, ja retirat, que fou professional entre 1969 i 1978. Combinà el ciclisme en pista amb la carretera.
El 1968, com a ciclista amateur, va prendre part en els Jocs Olímpics d'Estiu de Ciutat de Mèxic. Com a professional destaca la victòria a la París-Tours de 1970 i el Campionat de ciclisme en ruta d'Alemanya, el 1971.
El gener de 2014 va declarar, en una entrevista al Frankfurter Allgemeine Zeitung, que quan ell corria el 90 per cent dels seus companys professionals ho feien sota l'efecte del dopatge. Les amfetamines i la cortisona estaven especialment esteses i estima que el 20 per cent dels corredors eren addictes.

## Palmarès en ruta
- 1969
  - 1r a la Volta a Colònia amateur
- 1970
  - 1r a la París-Tours
- 1971
  -  Campió d'Alemanya de ciclisme en ruta

## Palmarès en pista
- 1970
  - 1r als Sis dies de Berlín (amb Klaus Bugdahl)
  - 1r als Sis dies de Frankfurt (amb Sigi Renz)
- 1972
  - 1r als Sis dies de Frankfurt (amb Leo Duyndam)
- 1974
  - 1r als Sis dies de Münster (amb Wolfgang Schulze)
- 1977
  - 1r als Sis dies de Dortmund (amb Dietrich Thurau)
  - 1r als Sis dies de Frankfurt (amb Dietrich Thurau)

## Resultats al Tour de França
- 1972: 45è de la classificació general
- 1973: 37è de la classificació general